# Sint-Maria-Latem
Sint-Maria-Latem era municipi que després de la reorganització administrativa del 1971 va fusionar amb la nova entitat de Zwalm. Es troba a la província Flandes Oriental a la regió Flamenca de Bèlgica. El 2001 tenia 629 habitants.

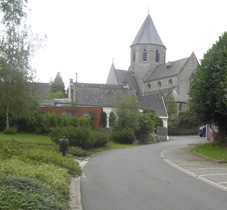
Església de Sint-Maria-Latem

Un primer esment escrit Laethem data del 820. El 1175-1176, el capítol de Kamerijk donava el patronat a l'Abadia de Sant Bavó de Gant. El poble de Sint-Maria-Latem feia part de la baronia de Gavere, que sota el regne de Carles V va esdevenir un principat a la castellania del país d'Aalst.

## Monuments
- El molí «IJzerkotmolen», probablement el molí de paper més gran dels Països Baixos, va ser restaurat i és funcional.
- L'església gòtica dels segles xiii-xiv, eixamplada per a l'arquitecte A.R. Janssens de 1906 al 1910.